# Uraeginthus bengalus
Il cordon blu (Uraeginthus bengalus (Linnaeus, 1766)) è un uccello passeriforme della famiglia degli Estrildidi.

## Descrizione

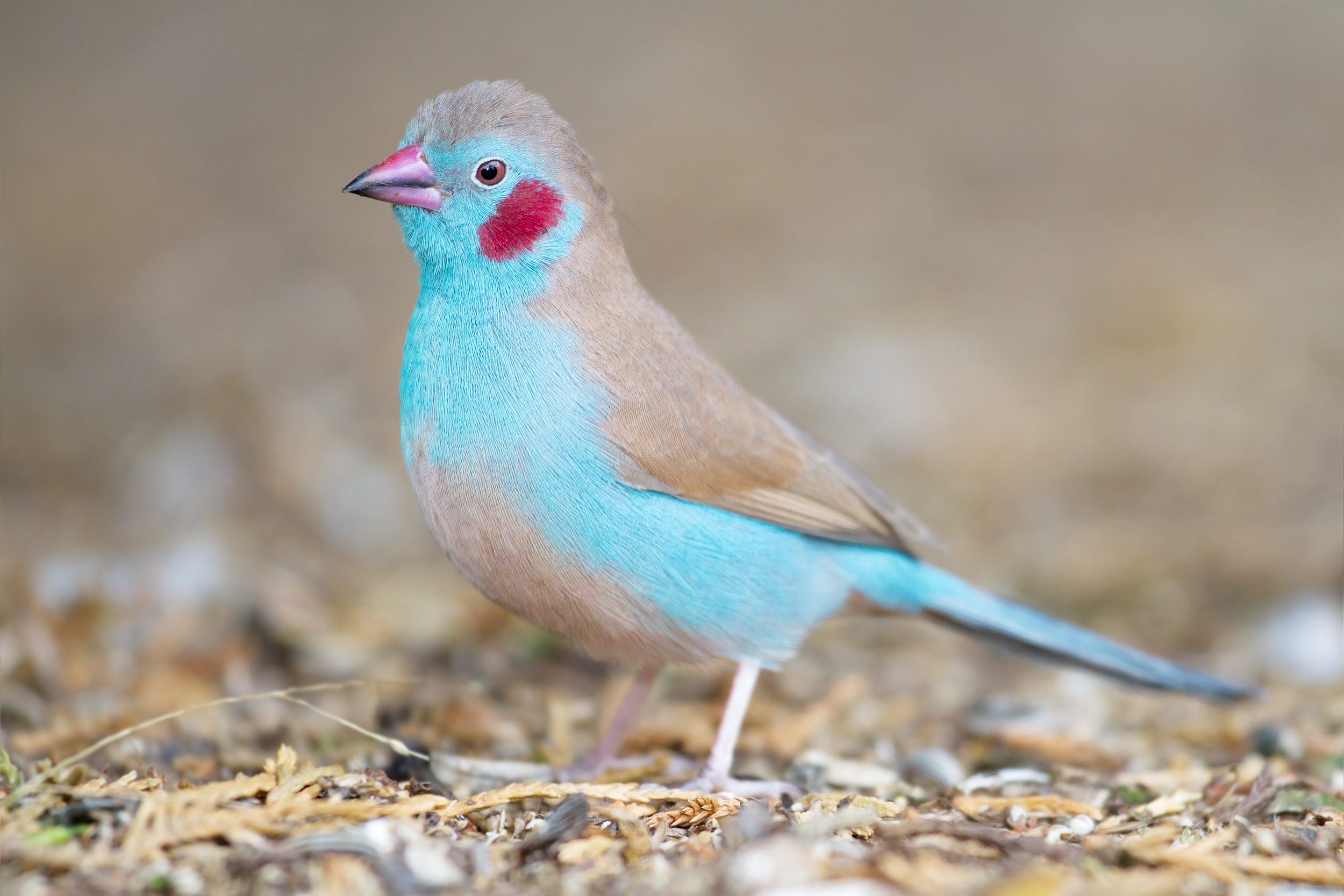
Un maschio al suolo.

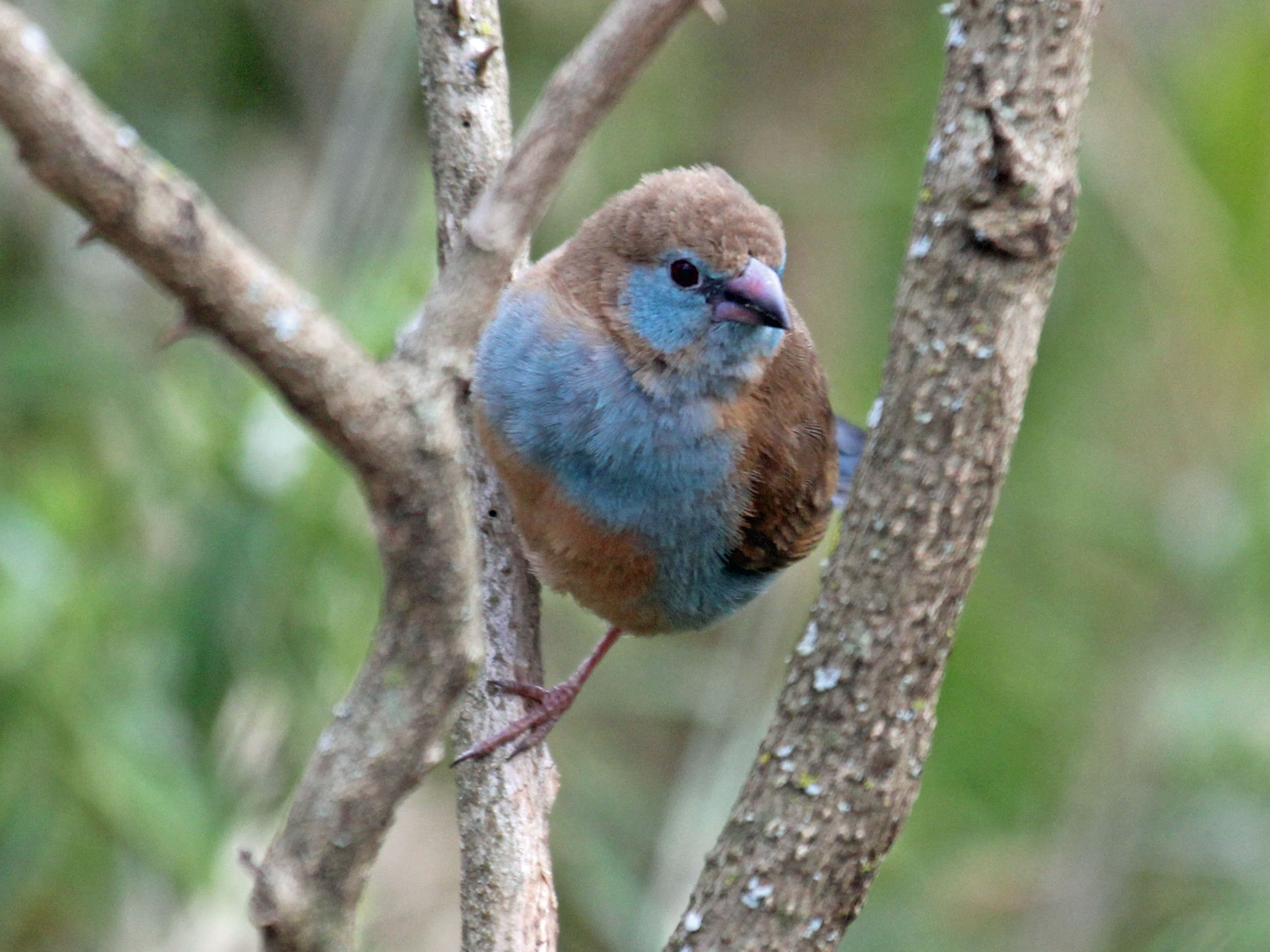
Una femmina in Kenya.

### Dimensioni
Misura fino a 12–13 cm circa di lunghezza, compresa la coda, per un peso che può sfiorare i 10 g.

### Aspetto
Si tratta di uccelli dall'aspetto robusto, muniti di lunga coda rettangolare e becco conico e appuntito.

La livrea è bruno-grigiastra su fronte, vertice, nuca, dorso e ali, mentre faccia, guance, gola, petto, fianchi, coda e codione sono di colore azzurro: il ventre è di colore beige, mentre nel maschio è presente una macchia di colore rosso cremisi su ciascuna guancia, assente invece nella femmina (che possiede anche colorazione azzurra meno brillante e generalmente meno estesa). In ambedue i sessi il becco è violaceo con punta più scura, gli occhi sono bruni e le zampe sono di color carnicino.

## Biologia
Si tratta di uccelli diurni, che vivono perlopiù in coppie o in piccoli gruppi familiari che contano al massimo una decina d'individui, dai quali si isolano le coppie durante il periodo riproduttivo: essi passano la maggior parte della giornata al suolo, fra l'erba alta o fra i cespugli, alla ricerca di cibo.

### Alimentazione

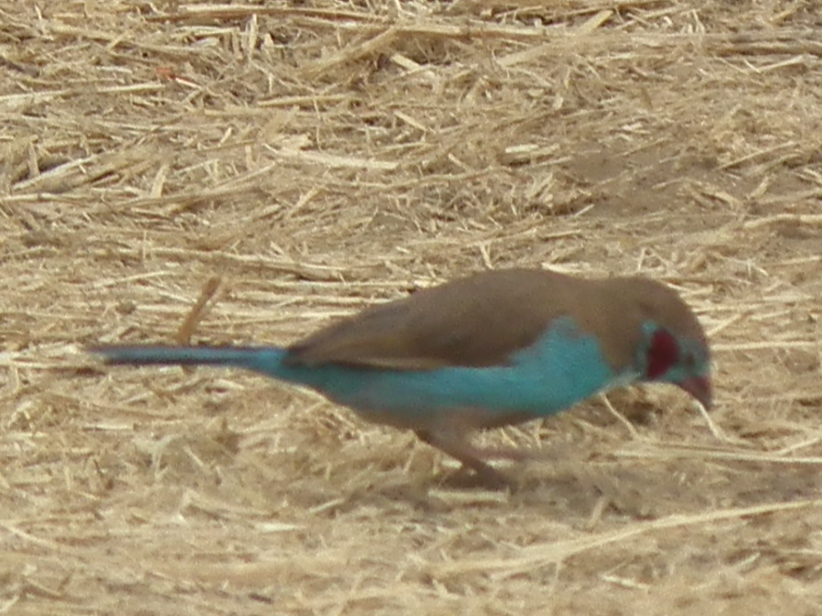
Un maschio cerca il cibo al suolo in Tanzania.

Il cordon blu è un uccello prevalentemente granivoro, che cerca il proprio cibo al suolo: la sua dieta si compone essenzialmente di piccoli semi di graminacee, ma questo uccello la integra di tanto in tanto con insetti ed altri piccoli invertebrati (perlopiù termiti), bacche, frutta e germogli. Questi uccelli sono stati inoltre osservati mentre si nutrivano di cera d'api.

### Riproduzione

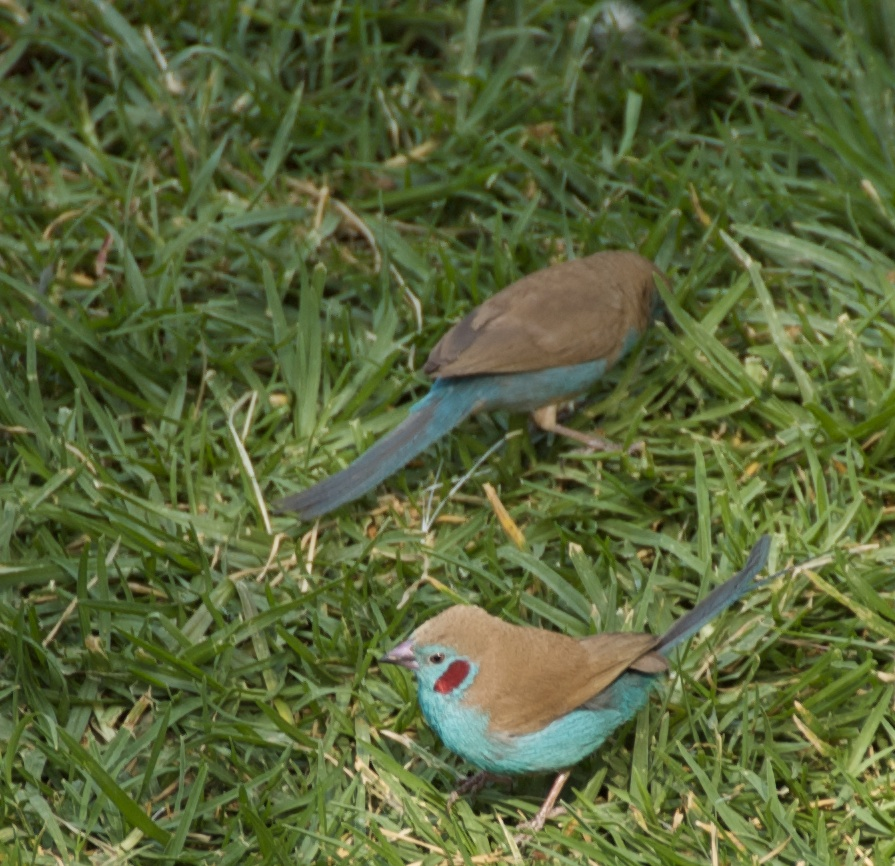
Una coppia al suolo in Etiopia.

La stagione riproduttiva cade generalmente nella fase finale della stagione delle piogge: il maschio corteggia insistentemente la femmina tenendo un filo d'erba nel becco, saltellandole attorno e cantando, fino a quando essa gli segnala la propria disponibilità all'accoppiamento accovacciandosi e spostando lateralmente la coda. Anche la femmina è in grado di eseguire un rituale di corteggiamento e di cantare.

Il nido viene costruito da ambedue i sessi nel folto della vegetazione, scegliendo generalmente un punto nel folto di un roveto o nei pressi di un nido di vespe, in maniera tale da fornire una maggiore protezione dai predatori: esso ha forma sferica ed è composto da erba e fibre vegetali intrecciati ed imbottito internamente con piume e pelo. Sporadicamente, questi uccelli si servono anche di nidi abbandonati di uccelli tessitori.

All'interno del nido la femmina depone 4-5 uova biancastre, che essa provvede a covare alternandosi col maschio per circa due settimane, al termine delle quali schiudono pulli ciechi ed implumi. Essi vengono accuditi da ambedue i genitori, e sono in grado d'involarsi attorno alle tre settimane di vita: generalmente, però, i nidiacei tendono a rimanere nei pressi del nido per altre due o tre settimane prima di allontanarsene in maniera definitiva.

## Distribuzione e habitat

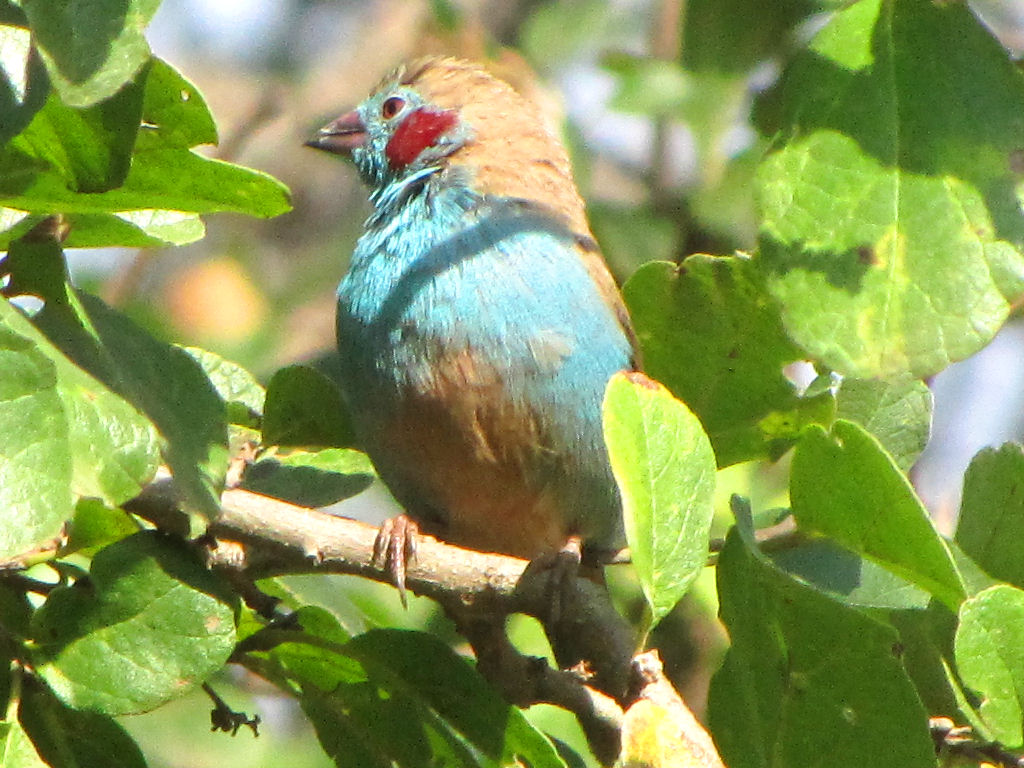
Un maschio nel cratere di Ngorongoro.

Il cordon blu occupa un areale assai ampio, che comprende buona parte dell'Africa subsahariana dal Senegal al Corno d'Africa e a sud fino all'Angola, allo Zambia ed al Mozambico settentrionali: la specie è stata inoltre segnalata a Capo Verde nel 1924 ed in Egitto negli anni sessanta, tuttavia trattandosi di avvistamenti isolati e non ripetuti nel tempo si pensa che si trattasse in questi due casi di esemplari sfuggiti alla cattività. Questi uccelli sono stati inoltre introdotti alle Hawaii, sulle isole di Hawaii e Oahu.
L'habitat d'elezione di questi uccelli è rappresentato dalle aree di savana con presenza di macchie cespugliose ed alberate, fino a 2400 m d'altezza: si tratta tuttavia di uccelli molto adattabili, che colonizzano praticamente tutti gli ambienti a disposizione, meno che la foresta pluviale, dalla quale infatti mancano. Essi si spingono inoltre nelle aree antropizzate, estendendo il proprio areale a campi coltivati, giardini, parchi e villaggi.

## Tassonomia
Nel descrivere scientificamente questi uccelli, Linneo li ascrisse al genere Fringilla, sottintendendone una parentela col fringuello nostrano: in seguito, il cordon blu è stato spostato nel genere Uraeginthus, che condivide con altre specie simili.
Se ne riconoscono cinque sottospecie:
- Uraeginthus bengalus bengalus, la sottospecie nominale, diffusa dal Senegal all'Etiopia e a dus fino al Kenya;
- Uraeginthus bengalus brunneigularis Mearns, 1911, diffusa in Somalia meridionale ed in Kenya centrale;
- Uraeginthus bengalus katangae Vincent, 1934, diffusa in Angola orientale, Congo meridionale e Zambia;
- Uraeginthus bengalus littoralis van Someren, 1922, diffusa in Kenya sud-orientale ed in Tanzania nord-orientale;
- Uraeginthus bengalus ugogensis Reichenow, 1911, diffusa in Kenya meridionale ed in Tanzania;

Le varie sottospecie si differenziano fra loro per taglia, estensione ed intensità della colorazione azzurra ventrale.
Il cordon blu forma molto probabilmente una superspecie con le congeneri ed affini astrilde blu ed astrilde testa blu.